# مديرية ريدة

تعديل مصدري - تعديل

مديرية ريدة إحدى مديريات محافظة عمران في اليمن. بلغ عدد سكانها 46631 نسمة عام 2004. تقع المديرية في جنوب شرق محافظة عمران وتضم أربع عزل. مركز المديرية مدينة ريدة.

موقع مديرية ريدة في محافظة عمران

## نبذة عن مديرية ريدة
وردت ريدة في قواميس اللغة (لسان العرب لابن منظور وشمس العلوم لنشوان الحميري) على النحو التالي:
- الريد: حرف من حروف الجبل وهو الحرف الناتئ منه.
- والريدة: الريح اللينة وريح ريدة ورادة وريدانة: لينة الهبوب.
- والريدة اسم يوضع موضع الارتياد والإرادة.

وتقع مدينة ريدة شرق مدينة عمران على بعد (22 كيلومترا ) وريدة مركز قبيلة خارف من حاشد وهي بلدة أثرية تكلم عنها الهمداني بأن بها قصر ويقول الهمداني وبعض المفسرين أنها المعنية بالآية الكريمة ﴿فَكَأَيِّنْ مِنْ قَرْيَةٍ أَهْلَكْنَاهَا وَهِيَ ظَالِمَةٌ فَهِيَ خَاوِيَةٌ عَلَى عُرُوشِهَا وَبِئْرٍ مُعَطَّلَةٍ وَقَصْرٍ مَشِيدٍ ۝٤٥﴾ [الحج:45]
وتشتهر مدينة ريدة بـ”ريدة البون” نسبة إلى “قاع البون” الذي تقع مدينة ريدة في شرقه و(ريدة) اسم شهير فهناك كثيرا من المواضع تحمل نفس اسم ريدة خاصة في حضرموت.
وتشتهر ريده بواديها الذي يسمى باسمها (وادي ريدة) والذي يأتي من شرق حمدة ومن رأس غولة عجيب ويسير هذا الوادي بمسيلاته في مضيق ذيبين إلى شوابه فوادي الجوف.
وريدة إحدى مديريات محافظة عمران تقع إلى الشمال من العاصمة صنعاء على مسافة 70كم وشمال شرق مدينة عمران بمسافة 22كم يحدها من الشمال مديرية خمر ومن الجنوب مديريتا: عيال سريح وجبل عيال يزيد ومحافظة صنعاء (مديرية همدان) ومن الشرق مديرية خارف ومحافظة صنعاء (مديرية أرحب) ومن الغرب مديريتا: جبل عيال يزيد عيال سريح. وتبلغ مساحة المديرية 218كم2 حيث تضم هذه المديرية 39 قرية تشكل 4 عزل هي :
- حمده ذيفان ريدة
- غولة عجيب.

وبلغ عدد سكان المديرية 46814 نسمة في التعداد العام للسكان والمساكن 2004 م.
يعتبر اسم ريدة اسم قديم أول ظهور له كان في النقوش اليمنية القديمة “ريدت” وهي مدينة أنشأها السبئيون في مرحلة الاستيطان السبئي في القيعان (قاع البون – قاع صنعاء – قاع جهـران) وذلك في مطلع (القرن الأول الميلادي) وكانت تقيم فيها قبيلة بكيل أرباع ذريدت إلى جانب خليط من الناس الذين تعود أصولهم إلى نفس المنطقة.
وكانت الإلهة (ذات بعدان) هي الإلهة الرسمية بمدينة ريدة كما جاء في النقوش ويحتمل وجود معبد خاص بها في خرائب المدينة القديمة والإلهة (ذات بعدان) تدخل ضمن نطاق الآلهة السبئية التي عرفت عبادتها في معظم المناطق السبئية وهو ما يؤكد أن المدينة أنشئت من قبل السبئيين.
ويذكر “الهمداني” مدينة ريدة في كتابه “صفة جزيرة العرب” ويقول:(إنها من قرى همدان في نجدها وبها البئر المعطلة والقصر المشيد وهو(تلفم) وربما كان الأصح كما هو في النقوش (تلقم) أما أهم بقايا مدينة ريدة القديمة فهي تلك الخرائب التي تنتشر في شرق المدينة وتشتمل على جبل ريدة الذي أشار إليه “الهمداني” إلى أنه يضم خرائب قصر تلقم في قمته كما تنتشر على الأكمات المجاورة لمدينة ريدة العديد من الخرائب التي تعود إلى عصور ما قبل الإسلام.